# آدم جونسون (كاتب)
آدم جونسون (بالإنجليزية: Adam Johnson)‏ (12 يوليو 1967 في داكوتا الجنوبية - ) كاتب، وروائي من الولايات المتحدة.

## الجوائز
- الجائزة الوطنية للكتاب عن فئة الخيال  [لغات أخرى]‏

## روابط خارجية
- آدم جونسون على موقع مونزينجر (الألمانية)
- آدم جونسون على موقع ميوزك برينز (الإنجليزية)